# Rolava
Die Rolava (deutsch: Rohlau) ist ein linker Nebenfluss der Eger (tschech. Ohře) im Nordwesten Tschechiens.

## Verlauf
Sie entspringt im böhmischen Teil des Erzgebirges etwa zwei km nördlich des Dorfes Rolava nahe der Grenze zu Sachsen am Jeřábí vrch (Stangenhöhe, 965 m n.m.). Nördlich ihrer Quelle befindet sich das Hochmoor Großer Kranichsee, dessen Wasser die Rolava zum Teil aufnimmt. Auf seinem Lauf in vorwiegend südöstlicher Richtung fließt der Fluss durch die Wüstung Chaloupky und nimmt kurz darauf das von Hirschenstand (Jelení) kommende Schwarzwasser auf. Danach durchfließt die Rohlau Neuhammer (Nové Hamry), die frühere Bezirksstadt Neudek (Nejdek) sowie die für ihre Porzellanfabriken bekannten Orte Nová Role und Stará Role. In Karlsbad mündet sie westlich des Ortszentrums in die Eger.